# Like OOH-AHH
Like OOH-AHH（朝鮮語: OOH-AHH하게) は、韓国に拠点を置くアイドルグループ・TWICEのデビュー曲。ミニアルバム「THE STORY BEGINS」のタイトル曲として、2015年10月20日にJYPエンターテインメントによってリリース、KT Musicによって配信された。作詞・作曲はブラック・アイド・ピルスンとサム・ルイス。

## 概要
Like OOH-AHHはヒップホップ、ロック、R&Bなどの要素を兼ね備え、「カラー・ポップ」とも形容されるダンス・トラックである。作曲チームには当時の韓国の新進作曲家チームであるブラック・アイド・ピルスンと、miss Aのヒット曲である「Only You」の作詞も手掛けたサム・ルイスが参加している。
2017年6月28日にTWICEがリリース初のベストアルバム「#TWICE」では、収録曲としてLike OOH-AHHの日本語版が収録されている。日本語版の歌詞は日本の作詞家のYHANAELが作詞した。

## MV
振付師はリア・キム。
Like OOH-AHHのミュージックビデオは2015年10月20日に、動画サイトYouTubeにて配信された。MVではゾンビだらけの病院でTWICEのメンバーが歌い踊り、魅了されたゾンビたちが最後は人間の姿に戻っていくという世界観になっている。
2016年11月11日にはYouTubeでの再生回数が1億回を記録し、これはK-POPのガール・グループのMVとしては4番目に速い達成となり、またデビュー曲のMVとしては初めての記録となった。また翌年の11月までには、K-POPのガール・グループのMVとしては史上初となる再生回数は2億回を記録した。

## 売り上げ
Like OOH-AHHは、ガオンチャートのデジタルチャートでデビュー直後に22位にランクインしたが、その後は順位を大きく低下させた。この時点では、TWICEのメンバーも出鼻を挫かれる形になった。しかし配信されてから1ヶ月程が経過したあたりから順位が再び上昇気配に転じ、ついには配信3ヵ月後の2016年1月には再び順位を上げて最高順位の10位に達し、またGenie MusicやMelOnのリアルタイムチャートでもそれぞれTOP10にランクインするなど、異例の「逆走」としてメディアでの反響を集めた。またこの成績により、TWICEはこの楽曲での活動期間終了後にも拘わらず再び同曲での活動を再開することとなった。その為、デビュー当時からメンバーの髪型などが大きく異なっている。
2017年2月にはストリーミング1億回、2018年7月にはダウンロード250万回を記録した。

## チャート

### 週間チャート
| チャート                            | 最高順位 |
| ----------------------------------- | -------- |
| 日本 (Japan Hot 100)                | 27       |
| フィリピン (Philippine Hot 100)     | 49       |
| フィリピン (ビルボード・フィリピン) | 4        |
| 韓国 (ガオン)                       | 10       |
| アメリカ (ビルボード)               | 6        |

### 年間チャート
| 2016年        | 順位 |
| ------------- | ---- |
| 韓国 (ガオン) | 16   |

| 2017年               | 順位 |
| -------------------- | ---- |
| 日本 (Japan Hot 100) | 56   |

## 受賞
| 年   | 賞                   | カテゴリ | 結果       | 脚注   |
| ---- | -------------------- | -------- | ---------- | ------ |
| 2016 | 第25回ソウル歌謡大賞 | 大賞     | ノミネート | [ 24 ] |